# Бабу войвода
Бабу (Бабо) войвода е виден български хайдутин от XVII век, действал в Македония.

## Биография
Смятан за един от вехтите български войводи, Бабу войвода действа в планините на Македония и Албания. Четата му достига до 500 души и извършва известно нападение в Битолския безистен. В средата на XVII век се среща с известния турски пътешественик Евлия Челеби, който в 60-те години на същия век обикаля българските земи, изпратен да събира данъка зехире беха, който е поразен от внушителна бойна организация на четниците. Челеби описва като очевидец нападението на безистена от Бабу войвода.